# 田黒 (ときがわ町)
田黒（たぐろ）は、埼玉県比企郡ときがわ町の大字。旧比企郡田黒村。2011年1月1日現在の人口は608人。郵便番号355-0341。

## 地理
ときがわ町北東部、旧玉川村北東部に位置する。北東で嵐山町遠山、東で嵐山町鎌形、南で玉川、西で五明、北西で小川町下里と接する。都幾川左岸及び槻川右岸に位置し、外秩父山地の東縁からなる山間地にあたる。北東部には小田原北条氏の家臣遠山光景の居城と伝えられる小倉城址（国の史跡「比企城館跡群」のうち）があり、城の北面は槻川の浸食で天然の要害を成している。地質的には約1万7500年前に発達した泥炭質粘土層である田黒泥炭層で知られ、淡水産の珪藻化石が多数産出しており、当時は沼沢地であったことを裏付けている。地内道元平には県天然記念物のウラジロ群落がある。小字は入・小倉・正山・長坂・日向・菩提・前田等が挙げられる。また行政区としては田黒と小倉に分けられている。

### 河川
- 槻川
- 都幾川
- 正山沢
- 江戸田沢
- 蛇崩1号沢
- 蛇崩2号沢
- 城山沢

## 歴史
室町時代末期、小田原北条氏の家臣遠山直親によって小倉城（字小倉）に拠っており、永禄7年（1564年）、直親が江戸城に移って後はその子光景の居城となった。この小倉城は天正・元亀年間に遠山光景によって整備されたが、天正18年（1590年）に豊臣秀吉による小田原征伐により松山城が落城した際にともに落城したと伝えられている。
江戸期初めには天領、慶安2年（1649年）に一部が熊野神社の別当として大福寺領、元禄9年（1696年）より天領分が旗本金田氏の知行となった。村高は『武蔵田園簿』によれば101石余、『元禄郷帳』では165石余、『天保郷帳』でも165石余。文政10年（1827年）に指定された関東取締出役支配下の組合村においては近隣の村々とともに玉川寄場組合に属した。用水は天水を貯めて灌漑を行っていた。また、和紙・小川紙の産地としても知られた。
1889年（明治22年）の町村制施行により、玉川郷・五明村・日影村と合併し、田黒村は玉川村の大字となった。さらに2006年（平成18年）玉川村の都幾川村との新設合併により、ときがわ町の大字となった。

### 沿革
- 室町時代 - 小田原北条氏の家臣、武蔵遠山氏が小倉城に拠っていた。
- 天正・元亀年間 - 遠山光景によって小倉城の城郭が整備される。
- 天正18年（1590年）- 小田原征伐により小倉城が落城する。
- 江戸時代初期 - 比企郡田黒村が天領となる。
- 1649年（慶安2年） - 一部（5石余）が大福寺（熊野社）領となる。
- 1696年（元禄9年） - 天領分が旗本金田氏の知行となる。
- 1827年（文政10年） - 玉川寄場組合に属する。
- 1868年（慶応4年） - 武蔵知県事・山田政則（忍藩士）の管轄となる。
- 1869年（明治2年）1月13日 - 品川県に所属、同年4月に韮山県に移管される。
- 1871年（明治4年）- 第1次府県統合により、入間県に所属、入間県比企郡田黒村となる。
- 1872年（明治5年） - 大区小区制の施行により第五大区第八小区の所属となる。
- 1873年（明治6年） - 入間県が群馬県（第1期）と合併し、熊谷県の管轄となり、南第五大区第八小区の所属となる。
- 1876年（明治9年） - 第2次府県統合により、埼玉県の管轄となる。
- 1879年（明治12年） - 郡区町村編制法により大区小区が廃止され、比企郡の所属となる。
- 1884年（明治17年） - 連合戸長役場制の実施により玉川郷・日影村・五明村と連合して玉川郷連合戸長役場を設置。
- 1889年（明治22年） - 町村制の施行により日影村が玉川郷・日影村・五明村と合併、比企郡玉川村大字田黒となる。
- 2006年（平成18年） - 玉川村の都幾川村との合併により、ときがわ町の大字となる。

## 世帯数と人口
2015年（平成27年）10月1日現在の世帯数と人口は以下の通りである。
| 大字 | 世帯数  | 人口  |
| ---- | ------- | ----- |
| 田黒 | 196世帯 | 547人 |

## 小・中学校の学区
町立小・中学校に通う場合、学区は以下の通りとなる。
| 番地 | 小学校                 | 中学校                 |
| ---- | ---------------------- | ---------------------- |
| 全域 | ときがわ町立玉川小学校 | ときがわ町立玉川中学校 |

## 交通

### 鉄道
鉄道は地内を通っていない。JR東日本八高線明覚駅及び東武東上線武蔵嵐山駅にバスの便がある。

### バス
- ときがわ町バス
- イーグルバス

### 道路
- 埼玉県道173号ときがわ熊谷線

## 施設
- 田黒農村センター
- 田黒地域運動場
- 明王院 - 新義真言宗の寺院[5]。
- 大福寺 - 天台宗の寺院[5]。遠山光景の内室・大福御前の位牌が安置されている[6]。
- 諏訪神社 - 旧・田黒村の鎮守[5]。毎年9月28日には草相撲が行われる[5]。
- 日枝神社